# Dysderina plena
Dysderina plena là một loài nhện trong họ Oonopidae.
Loài này thuộc chi Dysderina. Dysderina plena được Octavius Pickard-Cambridge miêu tả năm 1894.